# Maggie Greenwald
Maggie Greenwald (New York, 23 giugno 1955) è una regista cinematografica e produttrice cinematografica statunitense.

## Filmografia

### Cinema
- Home Remedy (1987)
- The Kill-Off (1989)
- The Ballad of Little Jo (1993)
- Songcatcher (2000)
- The Last Keepers - Le ultime streghe (The Last Keepers, 2013)
- Sophie and the Rising Sun (2016)

### Televisione
- The Adventures of Pete & Pete - serie TV, 3 episodi (1994-1996)
- Shelby Woo, indagini al computer (The Mystery Files of Shelby Woo) - serie TV, 9 episodi (1996-1997)
- Questa è la mia famiglia (What Makes a Family) - film TV (2001)
- Lexi e il professore scomparso (Get a Clue) - film TV (2002)
- Ritorno a Kauai (Tempted) - film TV (2003)
- Una famiglia per Natale (Comfort and Joy) - film TV (2003)
- Wildfire - serie TV, 1 episodio (2005)
- La trappola dell'innocenza (Good Morning, Killer) - film TV (2011)
- Nashville - serie TV, 1 episodio (2017)
- Madam Secretary - serie TV, 2 episodi (2017)
- Christmas on Honeysuckle Lane - film TV (2018)